# 不輸租田
不輸租田（ふゆそでん）とは日本の律令制において、不輸の権を与えられ租税を免除された田を指す。免田とも呼ばれた。これに対して田租を収める田は、輸租田と呼んだ。
主に、神社用の田である神田、寺院用の田である寺田、官職に応じられて与えられた田である官田をはじめ勅旨田・公廨田などが不輸租田である。節婦（貞節な妻）を賞して与えられた節婦田も不輸租田のひとつ。
その収穫物は国への租税対象としないことが認められ（国衙へ移送しないこと、「不輸」）、持ち主の直接収入となった。
不輸租田の指定には勅許とそれに基づく太政官符及び民部省符からなる公験が必要で、それを満たす不輸租田を持つ荘園を官省符荘と呼び、それを所有する権門（寺社や上級貴族）が政治力を用いて指定を得た。また国司の権限により任期中に限って有効指定した不輸租田も現れ、国免荘と呼んだ。
国司は任期中に国内の全ての田を検田し、荘園領内に対しても、実際には耕作されない田は免田の指定は取り消し、また免田以外に新規開発した耕作田を見つけて収公を行なった。ただし不入の権が認められた荘園については領内の全ての田は免田の扱いとなり、国司が検田することはなかった。
平安時代中期になると、開発領主が自ら開発した土地を不輸租田にするために権門へ寄進するようになった（寄進地系荘園）。
荘園整理令の際には公験が揃っていない荘園が収公の対象となった（特に以前の国司の指定による国免荘）。国司がその判定を行った。